# Floorball-Verband Bayern
Der Floorball-Verband Bayern e. V. (FVB) ist ein gemeinnütziger Sportverband für Floorball mit Sitz in München. Das Ziel des Verbandes ist die Pflege und Förderung des Floorball-Sports mit Schwerpunkt Bayern und der damit verbundenen körperlichen Betätigung. Der FVB ist nach eigenen Angaben der drittgrößte Landesverband in Deutschland und organisiert über 1550 Mitglieder in 16 Vereinen. Der FVB vertritt seine bayerischen Mitgliedsvereine im bundesweiten Dachverband Floorball-Verband Deutschland.

## Geschichte
Der Verband wurde am 29. April 2009 als Bayerischer Unihockey-Verband e. V. (BUV) in Kaufering gegründet. Mit den VfL Red Hocks Kaufering stellt der bayerische Verband seit der Saison 2013/2014 einen Verein in der 1. Floorball-Bundesliga. 2017 wurde der Sportverband in den Bayerischen Landessportverband (BLSV) aufgenommen.

## Zweck und Aufgaben
- Organisation des Floorball-Spielbetriebs in Bayern.
- Unterstützung von Sportvereinen und -abteilungen, die aktiv die Sportart Floorball betreiben.
- Öffentlichkeitsarbeit zur Verbreitung und Bekanntmachung des Floorball-Sports an Schulen und Universitäten, Sportvereinen sowie anderen Institutionen.
- Fort- und Ausbildung von Trainern und Schiedsrichtern.
- Förderung des Leistungs- und Breitensports.
- Förderung des Jugend- und Schulsports.
- Vertretung der Interessen seiner Mitglieder auf regionaler und nationaler Ebene.

## Spielbetrieb
Eine der Hauptaufgaben des Floorball-Verband Bayerns ist es, den Spielbetrieb in Bayern zu organisieren und durchzuführen. In der Saison 2022/23 hat sich folgendes Teilnehmerfeld (teilweise gemeinsam mit dem Floorball-Verband Baden-Württemberg) ergeben:
| Regionalliga Süd (Staffel Bayern) Herren (Großfeld) | Verbandsliga Herren (Kleinfeld)  | Regionalliga Süd Damen (Kleinfeld)                         | Regionalliga Süd U17 (Großfeld) | Regionalliga Süd U17 (Kleinfeld) | Regionalliga Süd U15 (Großfeld) | Regionalliga Süd U15 (Kleinfeld) | Verbandsliga U13 (Kleinfeld)     | Verbandsliga U11 (Kleinfeld) | Verbandsliga U9 (Kleinfeld)      |
| --------------------------------------------------- | -------------------------------- | ---------------------------------------------------------- | ------------------------------- | -------------------------------- | ------------------------------- | -------------------------------- | -------------------------------- | ---------------------------- | -------------------------------- |
| VfL Red Hocks Kaufering II                          | SG Nürnberg / Regensburg         | SG Kaufering / Augsburg / SV Amendingen Stadtbach Piranhas | VfL Red Hocks Kaufering         | SG Haunwöhr / Ingolstadt         | VfL Red Hocks Kaufering         | VfL Red Hocks Kaufering          | VfL Red Hocks Kaufering          | VfL Red Hocks Kaufering I    | VfL Red Hocks Kaufering          |
| FC Stern München II                                 | Sportfreunde Puchheim            | ESV Ingolstadt                                             | FC Stern München                | Sportfreunde Puchheim            | FC Stern München                | FC Stern München I               | FC Stern München I               | VfL Red Hocks Kaufering II   | FC Stern München                 |
| Lumberjacks Rohrdorf                                | SV Amendingen Stadtbach Piranhas | Sportfreunde Puchheim                                      | Lumberjacks Rohrdorf            | SV Amendingen Stadtbach Piranhas | Lumberjacks Rohrdorf            | FC Stern München II              | FC Stern München II              | FC Stern München I           | SV Amendingen Stadtbach Piranhas |
| Sportfreunde Puchheim                               | SC Weßling                       | SG Tübingen / Feuerbach                                    |                                 | SG Augsburg / Nordheim           |                                 | SV Amendingen Stadtbach Piranhas | SG Haunwöhr / Ingolstadt         | FC Stern München II          | Lumberjacks Rohrdorf             |
| SG Nürnberg / Regensburg                            | TV Augsburg                      |                                                            |                                 | Lumberjacks Rohrdorf             |                                 | SG Puchheim / PSV München        | PSV München                      | PSV München                  | Sportfreunde Puchheim            |
| SG Augsburg / Nordheim                              |                                  |                                                            |                                 | TV Schriesheim                   |                                 | SG Augsburg / Nordheim           | SV Amendingen Stadtbach Piranhas | Lumberjacks Rohrdorf         | SV Nordheim I                    |
|                                                     |                                  |                                                            |                                 |                                  |                                 | Lumberjacks Rohrdorf             | Lumberjacks Rohrdorf             | Sportfreunde Puchheim        | SG Nordheim II / Augsburg        |
|                                                     |                                  |                                                            |                                 |                                  |                                 | TSV Geiselbullach-Neu-Esting     | Sportfreunde Puchheim            | SG Augsburg / Nordheim       |                                  |

## Präsidenten
- 2009–2013: Sönke Grimpen
- 2013–2017: Alexander Kroll
- 2017–2022: Sebastian Katschke
- 2022–2023: Sven Auerswald
- seit 2023: Dominik Moll

## Gremien und Kommissionen
- Vorstand
- Spielbetriebskommission (SBK)
- Regel- und Schiedsrichterkommission (RSK)
- Entwicklungskommission (EKW)
- Ausbildungskommission (ABK)
- Marketing- und Öffentlichkeitsarbeitskommission (MÖK)
- Verbandspruchkammer (VSK)

## Vorstand
- Dominik Moll: Präsident; Ressort: Zusammenarbeit mit Dachverbänden, IT-Themen
- Barbara Brandmaier: Vizepräsidentin; Ressort: Spielbetrieb
- Stephan Wagner: Kassenwart; Ressort: Finanzen
- Markus Fischer: Vorstandsmitglied; Ressort: Regel- und Schiedsrichterwesen
- Silke Hager: Vorstandsmitglied; Ressort: Entwicklung Breitensport, Neue Mitglieder, Hobbyturniere
- Hana Ježková: Vorstandsmitglied; Ressort: Nachwuchsleistungssport, Landeskader
- Sven Auerswald: Vorstandsmitglied; Ressort: Ausbildung